# Mac OS X 10.1
Mac OS X 10.1 (codenaam: Puma) was de tweede versie van het Mac OS X besturingssysteem van Apple. Het werd gelanceerd op 25 september 2001 als gratis update, omwille van de hevige kritiek op Mac OS X 10.0.
Het systeem werd gratis weggegeven na de keynote van Apple topman Steve Jobs op de Seybold conferentie in San Francisco. Vanaf 25 oktober was het gratis te verkrijgen in de Apple Stores en andere winkels die Apple producten verkochten. Het systeem werd beter bevonden dan Mac OS X 10.0, hoewel sommige critici beweerden dat er nog steeds dingen ontbraken en te veel bugs waren.

## Systeembenodigdheden
- Ondersteunde computers: Power Mac G3, G4, G4 Cube, iMac, PowerBook, iBook
- Hoeveelheid RAM nodig: 128 MB
- Hoeveelheid harde schijfruimte nodig: 1,5 GB

## Technologieën en programma's
(enkel nieuwe de belangrijkste nieuwe technologieën worden hieronder vermeld)
- Verbeterde algemene stabiliteit: Mac OS X 10.1 was over het algemeen veel stabieler dan Mac OS X 10.0
- Gemakkelijker branden van cd's: in zowel de Finder als in het nieuwe iTunes
- DVDs afspelen: met het nieuwe Apple DVD-speler kon men nu gemakkelijk DVDs afspelen in Mac OS X
- Betere ondersteuning voor printers: bij Mac OS X 10.1 werden 200 printers automatisch ondersteund
- Snellere 3D graphics: doordat OpenGL 20% sneller was, waren de grafische resultaten van veel betere kwaliteit en sneller
- Betere AppleScript: Apple knutselde niet alleen wat aan AppleScript, maar introduceerde ook de AppleScript Studio, een standaard meegeleverd programma waarmee de gewone computergebruiker gemakkelijk AppleScripts kon maken in een aangename gebruikersomgeving

## Kritiek
Alhoewel Mac OS X 10.1 een grote technologische sprong voorwaarts was, waren er toch nog punten van kritiek:
- Stabiliteit: alhoewel Mac OS X met versie 10.1 veel stabieler was geworden, vonden velen het nog niet stabiel genoeg om het als standaard systeem te gebruiken
- Niet groot genoege veranderingen: velen vonden de stap van Mac OS X 10.0 naar 10.1 niet groot genoeg om over te stappen. Men zei dat de interface niet veranderd was, en sommige bugs nog niet verholpen zouden zijn

## Versiegeschiedenis
- Mac OS X 10.1 (build 5G64): gelanceerd op 25 september 2001
- Mac OS X 10.1.1 (build 5M28): gelanceerd op 13 november 2001
- Mac OS X 10.1.2 (build 5P48): gelanceerd op 20 december 2001
- Mac OS X 10.1.3 (build 5Q45): gelanceerd op 19 februari 2002
- Mac OS X 10.1.4 (build 5Q125): gelanceerd op 17 april 2002
- Mac OS X 10.1.5 (build 5S60): gelanceerd op 6 juni 2002